# Filtre passa tot

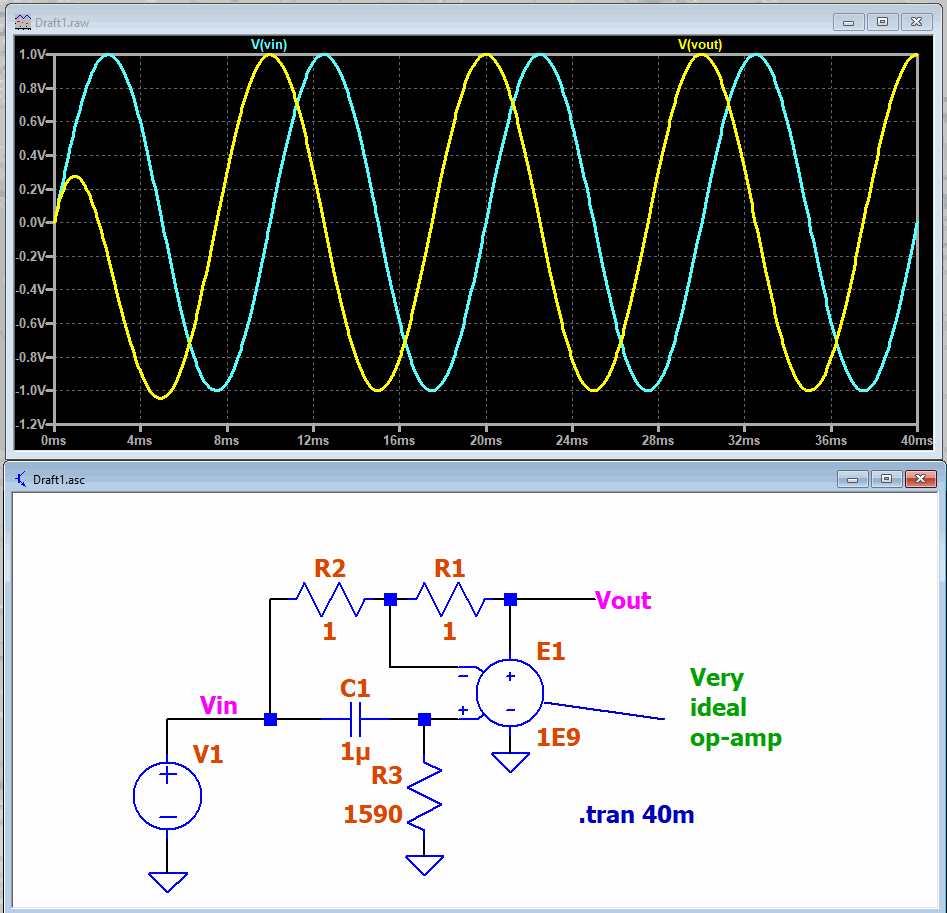
Simulació senzilla de la posada en marxa d'un filtre passa-tot.

Un filtre de pas total és un filtre de processament de senyal que passa totes les freqüències per igual en guany, però canvia la relació de fase entre diverses freqüències. La majoria dels tipus de filtre redueixen l'amplitud (és a dir, la magnitud) del senyal que s'hi aplica per a alguns valors de freqüència, mentre que el filtre de pas total permet passar totes les freqüències sense canvis de nivell.

## Aplicacions habituals
Una aplicació habitual en la producció de música electrònica és el disseny d'una unitat d'efectes coneguda com a "phaser", on es connecten en seqüència una sèrie de filtres de pas total i la sortida es barreja amb el senyal en brut.
Ho fa variant el seu canvi de fase en funció de la freqüència. Generalment, el filtre es descriu per la freqüència a la qual el canvi de fase creua 90° (és a dir, quan els senyals d'entrada i sortida entren en quadratura - quan hi ha un quart de longitud d'ona de retard entre ells).
Generalment s'utilitzen per compensar altres canvis de fase no desitjats que es produeixen al sistema, o per barrejar-los amb una versió no desplaçada de l'original per implementar un filtre de pentinat.
També es poden utilitzar per convertir un filtre de fase mixta en un filtre de fase mínima amb una resposta de magnitud equivalent o un filtre inestable en un filtre estable amb una resposta de magnitud equivalent.

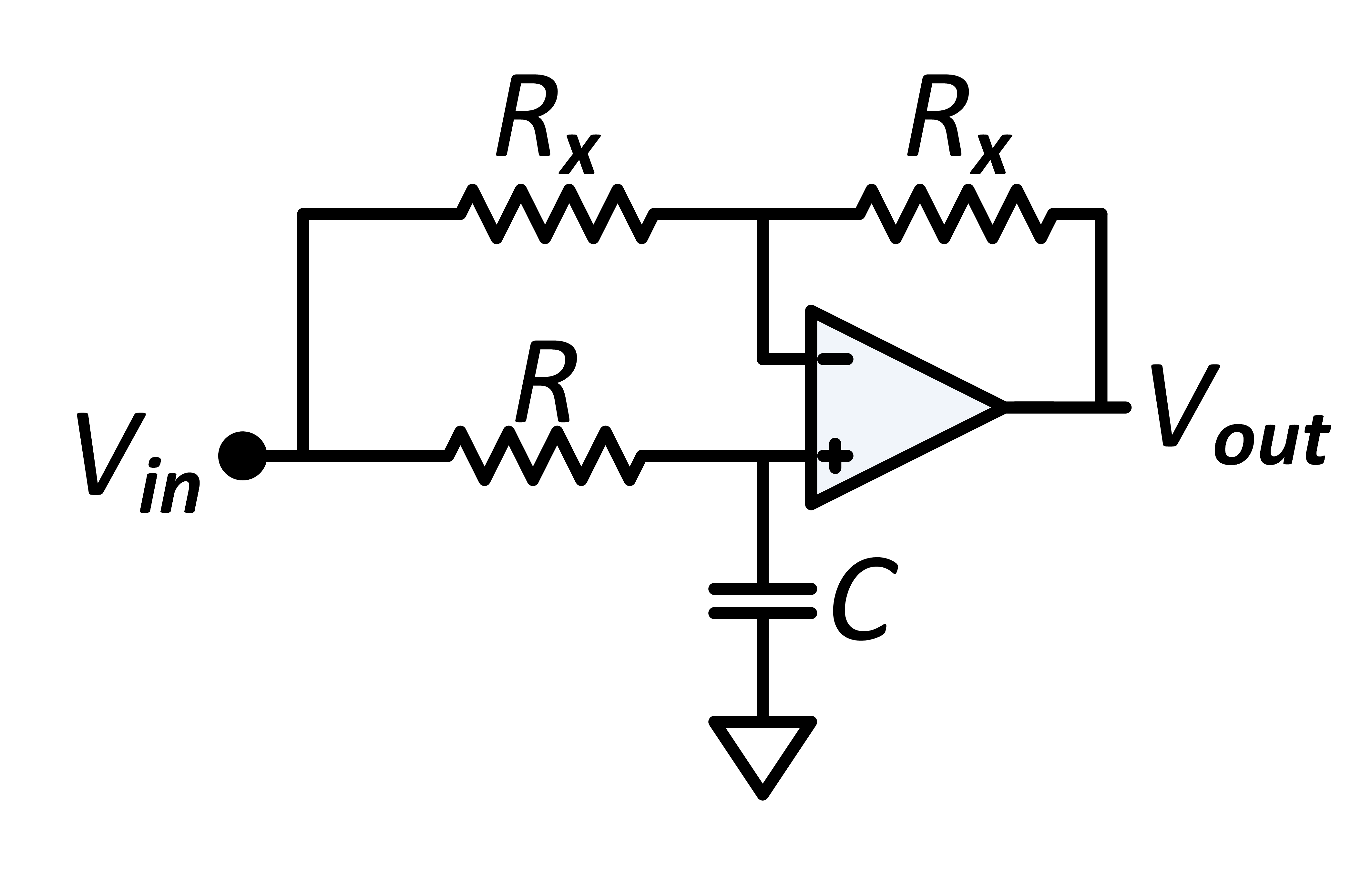
Un filtre de pas tot de base d'amplificador operacional que incorpora un filtre de pas baix.

## Implementació analògica activa

### Implementació mitjançant filtre de pas baix
El circuit amplificador operacional que es mostra a la figura adjacent implementa un filtre de pas total actiu d'un sol pol que inclou un filtre de pas baix a l'entrada no inversora de l'amplificador operatiu. La funció de transferència del filtre ve donada per:
{\displaystyle H(s)=-{\frac {s-{\frac {1}{RC}}}{s+{\frac {1}{RC}}}}={\frac {1-sRC}{1+sRC}},\,}
que té un pol a -1/RC i un zero a 1/RC (és a dir, són reflexos l'un de l'altre a través de l'eix imaginari del pla complex). La magnitud i la fase de H(iω) per a alguna freqüència angular ω són
{\displaystyle |H(i\omega )|=1\quad {\text{i}}\quad \angle H(i\omega )=-2\arctan(\omega RC).\,}
El filtre té una magnitud de guany unitat per a tots els ω. El filtre introdueix un retard diferent a cada freqüència i arriba a la quadratura d'entrada a sortida a ω=1/RC (és a dir, el canvi de fase és de 90°).

Un filtre de pas tot de base d'amplificador operacional que incorpora un filtre de pas alt.

### Implementació mitjançant filtre de pas alt
El circuit amplificador operacional que es mostra a la figura adjacent implementa un filtre de pas total actiu d'un sol pol que inclou un filtre de pas alt a l'entrada no inversora de l'amplificador operatiu. La funció de transferència del filtre ve donada per:
{\displaystyle H(s)={\frac {s-{\frac {1}{RC}}}{s+{\frac {1}{RC}}}},\,}
que té un pol a -1/RC i un zero a 1/RC (és a dir, són reflexos l'un de l'altre a través de l'eix imaginari del pla complex). La magnitud i la fase de H(iω) per a alguna freqüència angular ω són
{\displaystyle |H(i\omega )|=1\quad {\text{and}}\quad \angle H(i\omega )=\pi -2\arctan(\omega RC).\,}
El filtre té una magnitud de guany unitat per a tots els ω. El filtre introdueix un retard diferent a cada freqüència i arriba a la quadratura d'entrada a sortida a ω=1/RC (és a dir, el cable de fase és de 90°).